# كاسون راندل
كاسون راندل (بالإنجليزية: Chasson Randle)‏ مواليد 5 فبراير 1993 في روك أيلاند، هو لاعب كرة سلة محترف أمريكي بدأ مسيرته الاحترافية في سنة 2015 ويحمل الرقم 5. يبلغ طوله 6 قدم 2 بوصة (1.9 م). يلعب في الدوري التشيكي الوطني لكرة السلة. لعب كرة السلة الجامعية في فريق ستانفورد كاردينال الذي يمثل جامعة ستانفورد.

## روابط خارجية
- كاسون راندل على موقع إن بي أي (الإنجليزية)
- كاسون راندل على موقع سبورتس رفرنس (الإنجليزية)
- كاسون راندل على موقع كرة السلة الأوروبية.كوم (الإنجليزية)
- كاسون راندل على موقع DraftExpress.com (الإنجليزية)
- كاسون راندل على موقع إي إس بي إن.كوم (الإنجليزية)
- كاسون راندل على موقع كلية كرة السلة في سبورتس رفرنس.كوم (الإنجليزية)
- كاسون راندل على موقع ريلجم (الإنجليزية)
- كاسون راندل على موقع بروبوليرز (الإنجليزية)
- كاسون راندل على موقع سبورتس رفرنس (الإنجليزية)
- كاسون راندل على موقع سبورتس رفرنس (الإنجليزية)